# Hélène Vager
Hélène Vager est une productrice française, elle s'occupa dans les années 1960 de la maison couture Real, sous la direction de la créatrice Arlette Nastat.

## Filmographie
- 1973 : Themroc de Claude Faraldo
- 1974 : Sweet Movie de Dušan Makavejev
- 1980 : Guns de Robert Kramer
- 1987 : Hôtel de France de Patrice Chéreau
- 2000 : Marie, Nonna, la vierge et moi de Francis Renaud